# Wolf Bachofner
Wolf Bachofner (nacido en 1961 en Viena, Austria) es un actor austríaco.

## Carrera
Es conocido por interpretar a Peter Höllerer en la serie austríaca Kommissar Rex. Peter Höllerer es el segundo asistente de Richie. No es exactamente un amante del trabajo y es inmensamente feliz si puede descansar en su escritorio comiendo emparedados, interés que comparte con Rex. Sin embargo, aunque Höllerer pueda parecer un tanto lento y apático, las apariencias engañan… Cuando Höllerer entra en acción, no hay quien pueda detenerlo.

## Filmografía
- 1992: Dead Flowers.
- 1994-1999: Rex, un policía diferente (título original: Kommissar Rex) (serie).
- 1995: Nachtbus (Night Bus, cortometraje).
- 1995: Die Ameisenstraße (Ant Street).
- 1997: Qualtingers Wien.
- 1997: Tatort (serie, episodio Eulenburg).
- 1998: Männer.
- 1999: Schlachten!.
- 1999: Viehjud Levi (Jew-Boy Levi).
- 2000: Jedermann.
- 2002: Ikarus (Icarus).
- 2004: Blond: Eva Blond! (serie, episodio Der Zwerg im Schließfach).
- 2005: Ich bin ein Berliner.
- 2005: SOKO Wismar (serie, episodio Notwehr).
- 2005: Mutig in die neuen Zeiten – Im Reich der Reblaus.
- 2006: Der Winzerkönig (serie, episodio Blinde Eifersucht).
- 2006: Mutig in die neuen Zeiten – nur keine Wellen.
- 2008: Darum.
- 2008: Schnell ermittelt (serie).

## Premios
- En 1995 obtiene el premio Bavarian TV Award por su interpretación en Rex, un policía diferente.[1]